# Сальдуондо
Сальдуондо (баск. Zalduondo (офіційна назва), ісп. Zalduendo de Álava) — муніципалітет в Іспанії, у складі автономної спільноти Країна Басків, у провінції Алава. Населення — 185 осіб (2009).
Муніципалітет розташований на відстані близько 300 км на північ від Мадрида, 26 км на схід від Віторії.

## Демографія
Динаміка населення (INE ):

## Галерея зображень

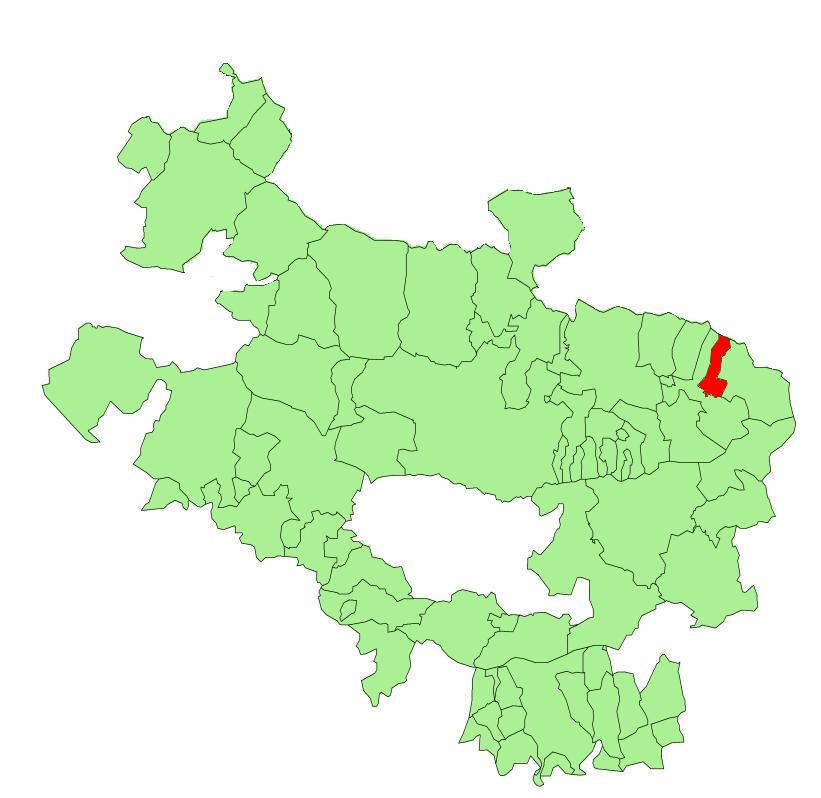
Розташування муніципалітету
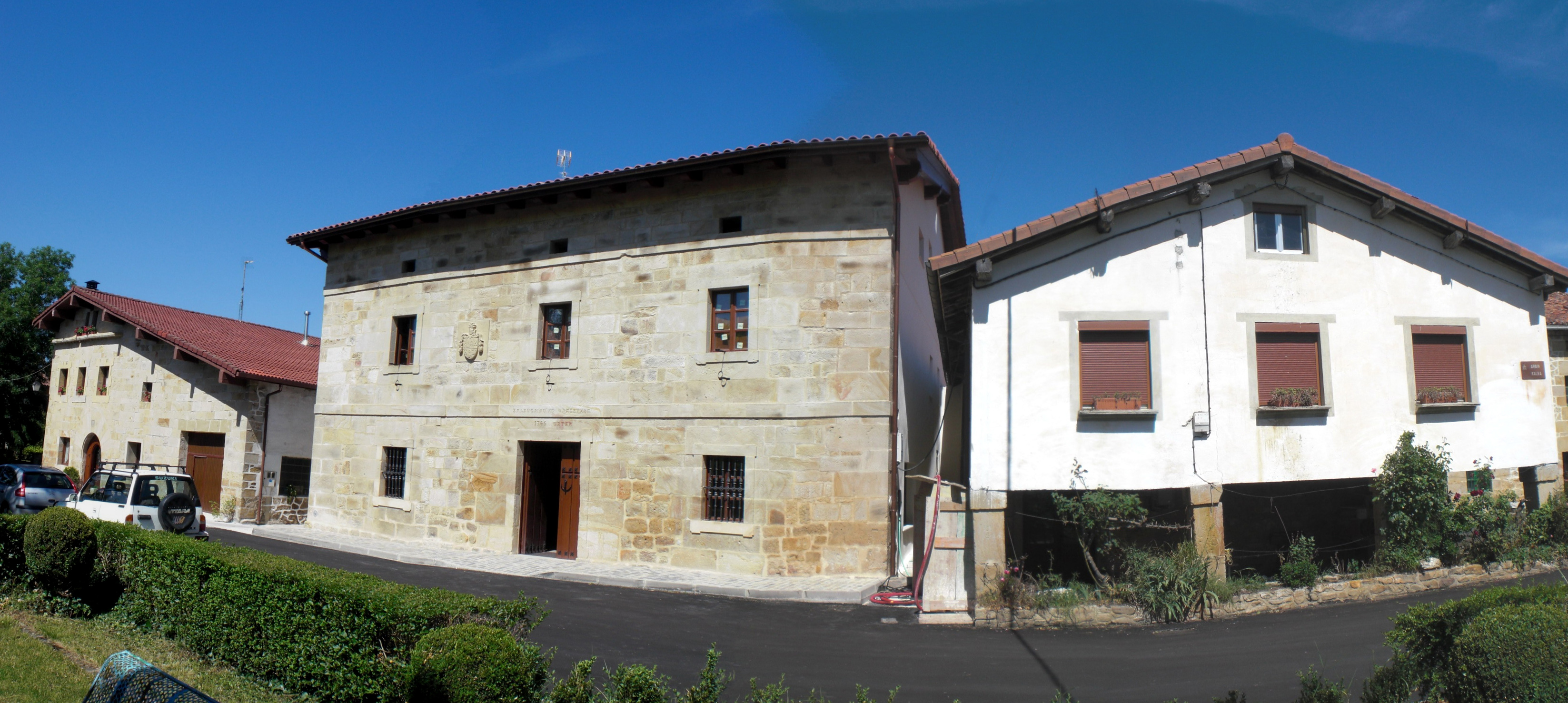
Муніципальна рада
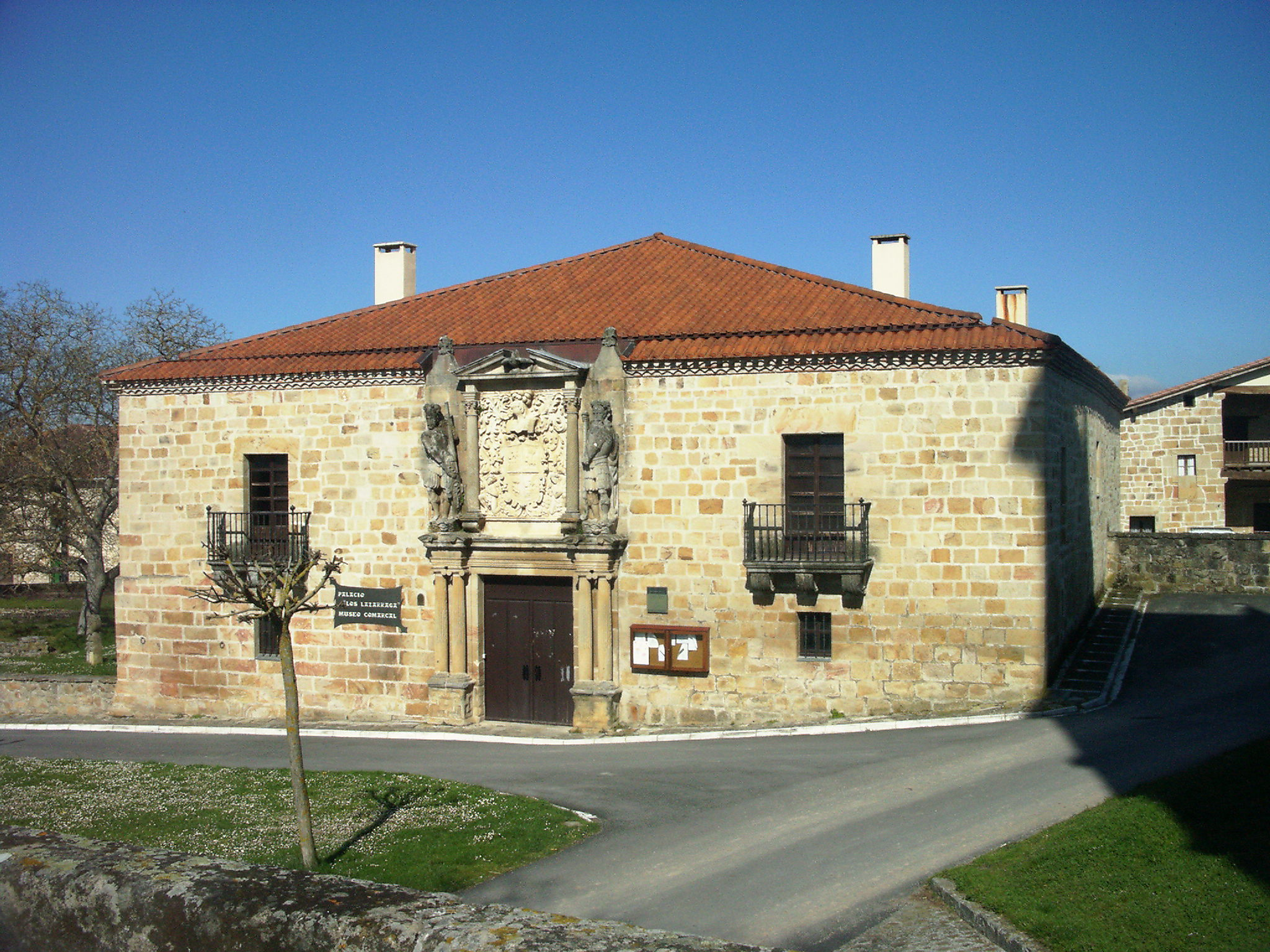
Палац Ласаррага - етнографічний музей
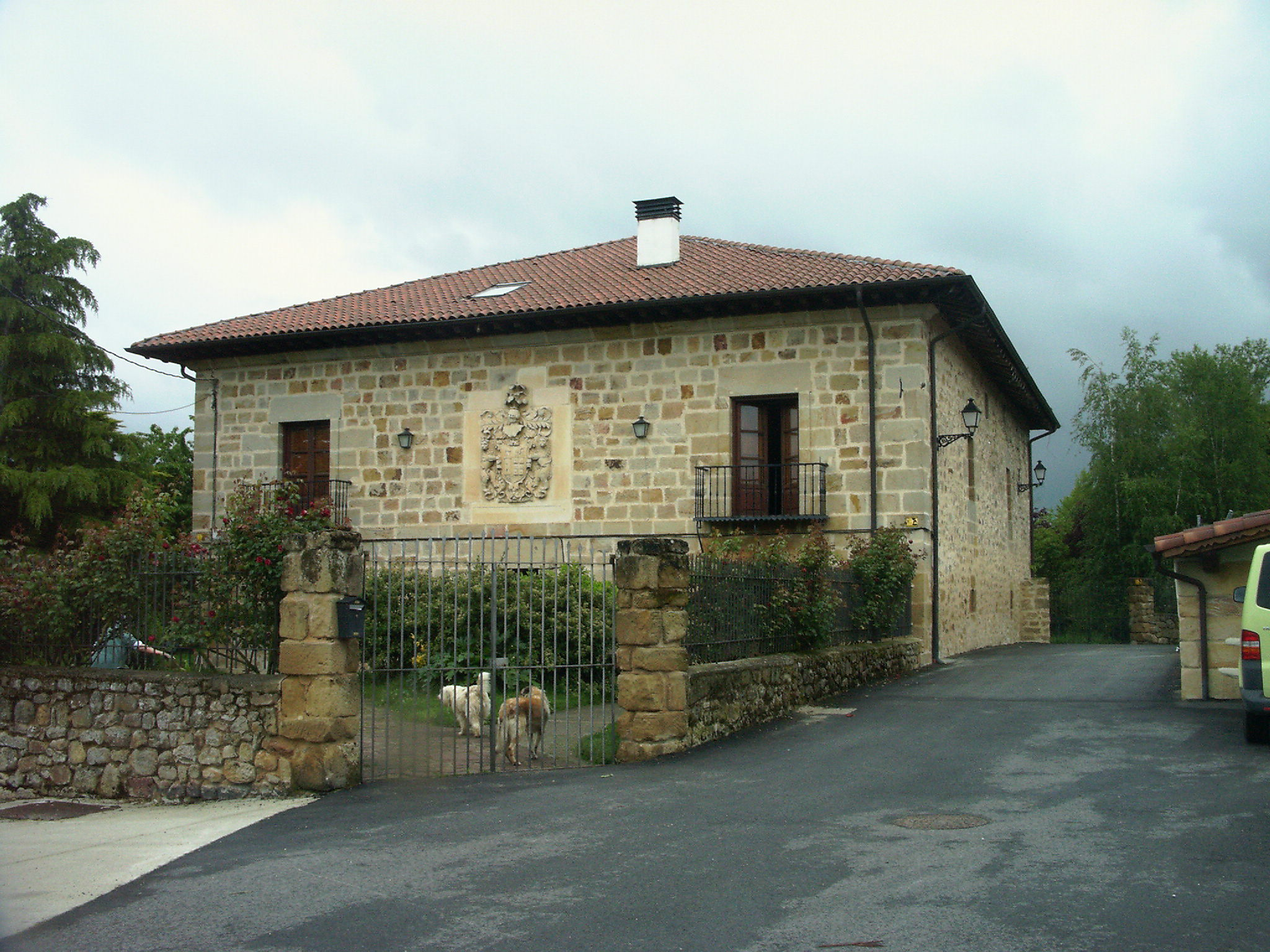
Палац Андойн-Лусуріага